# Zinder (película)
Zindet es una película documental nigeriana de 2021 dirigida por Aicha Macky.

## Sinopsis
En Kara-Kara, un barrio marginado de Zinder, en Níger, históricamente el barrio de los leprosos, reina una violenta cultura de bandas. Algunos jóvenes intentan huir de ella, tratando de ofrecerse un futuro distinto al de las rejas.